# Georges Cabana
Georges Cabana (* 22. Oktober 1894 in Granby (Québec); † 6. Februar 1986 in Sherbrooke) war römisch-katholischer Erzbischof von Sherbrooke.

## Leben
Georges Cabana empfing am 28. Juli 1918 die Priesterweihe. Pius XII. ernannte ihn am 24. Mai 1941 zum Koadjutorerzbischof von Saint-Boniface und Titularerzbischof von Anchialus.
Die Bischofsweihe spendete ihm der Apostolische Delegat in Kanada, Ildebrando Antoniutti, am 30. Juni desselben Jahres; Mitkonsekratoren waren der Bischof von Sherbrooke, Philippe Sérvule Desranleau und der Weihbischof in Saint-Hyacinthe, Arthur Douville.
Der Papst ernannte ihn am 29. Januar 1952 zum Koadjutorerzbischof von Sherbrooke. Nach dem Tode Philippe Sérvule Desranleaus folgte er ihm am 28. Mai 1952 als Erzbischof von Sherbrooke nach. Er nahm an allen Sitzungsperioden des Zweiten Vatikanischen Konzils teil. Paul VI. ernannte ihn nach dem Rücktritt als Erzbischof von Sherbrooke am 7. Februar 1968 zum Titularerzbischof von Succuba. Von diesem Amt trat er am 27. November 1970 zurück.